# Autorità di bacino dei fiumi Isonzo, Tagliamento, Livenza, Piave, Brenta-Bacchiglione
L'Autorità di bacino dei fiumi Isonzo, Tagliamento, Livenza, Piave, Brenta-Bacchiglione è una delle Autorità istituite a seguito dell'art. 13 della legge del 18 maggio 1989, n. 183. 
L'ente gestisce i bacini idrografici dei fiumi Isonzo, Tagliamento, Livenza, Piave, Brenta e Bacchiglione. 
Le zone gestite dall'ente, sono suddivise, a seconda dei singoli bacini fluviali, nel seguente elenco:
- Isonzo: tra 38 comuni della provincia di Udine, 22 della provincia di Gorizia.
- Tagliamento: 3 comuni della provincia di Belluno, 1 della città metropolitana di Venezia, 68 della provincia di Udine e 16 della provincia di Pordenone.
- Livenza: 3 comuni della provincia di Belluno, 32 della provincia di Treviso, 3 della città metropolitana di Venezia, 37 della provincia di Pordenone, 2 della provincia di Udine.
- Piave: 2 comuni della provincia di Bolzano, 66 della provincia di Belluno, 3 della provincia di Pordenone, 6 della Provincia di Trento, 39 della provincia di Treviso, 6 della città metropolitana di Venezia.
- Brenta-Bacchiglione: 43 comuni della provincia di Trento, 13 della provincia di Verona, 117 della provincia di Vicenza, 7 della provincia di Belluno, 19 della provincia di Treviso, 3 della città metropolitana di Venezia, 77 comuni della provincia di Padova.

La sede amministrativa è a Venezia.